# Wendy Snyder MacNeil
Wendy Snyder MacNeil (15 de outubro de 1943 - 20 de julho de 2016) foi uma fotógrafa, cineasta e professora americana. MacNeil é conhecida principalmente pelos seus retratos.

## Infância e educação
No final dos anos 1960, MacNeil era aluna do fotógrafo Minor White no Instituto de Tecnologia de Massachussets em Boston.

## Carreira
De 1976 a 2007 MacNeil foi professora de arte na Rhode Island School of Design (RISD). Em 1973, era bolsista do Guggenheim.
O seu trabalho encontra-se incluído na colecção do Museu de Belas-Artes de Houston, e do Metropolitan Museum of Art. O seu arquivo é mantido pelo Ryerson Image Centre, em Toronto.